# Răjița, Burgas
Răjița (în bulgară Ръжица) este un sat în comuna Ruen, regiunea Burgas,  Bulgaria. 

## Demografie
Componența etnică a satului Răjița
     Turci (15,73%)
     Bulgari (2,26%)
     Nicio identificare (81,56%)
     Altele (0,78%)
La recensământul din 2011, populația satului Răjița era de 1.150 locuitori. Nu există o etnie majoritară, locuitorii fiind turci (15,73%) și bulgari (2,26%). Pentru 81,56% din locuitori nu este cunoscută apartenența etnică.